# Tonnelon

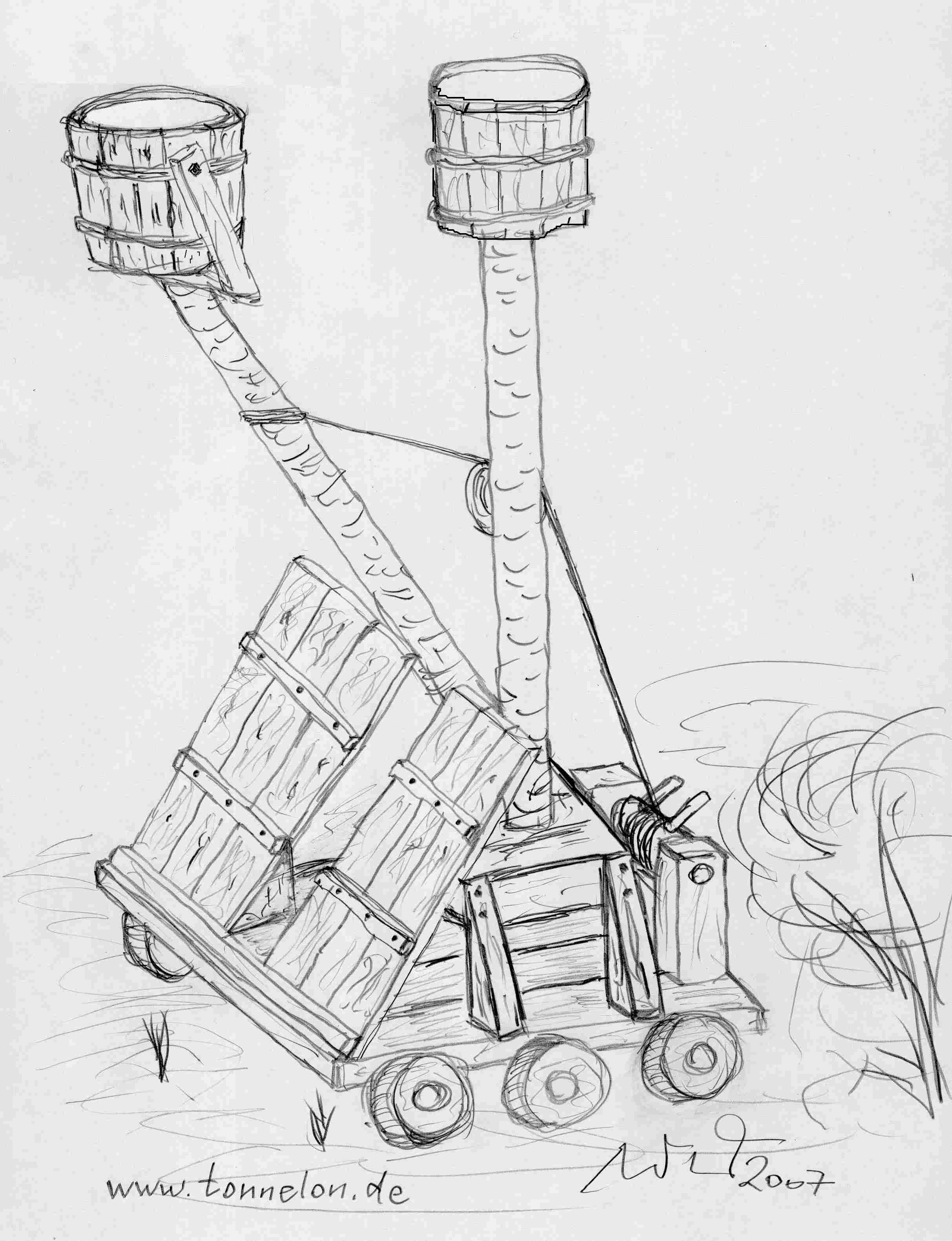
Tekening van een tonnelon.

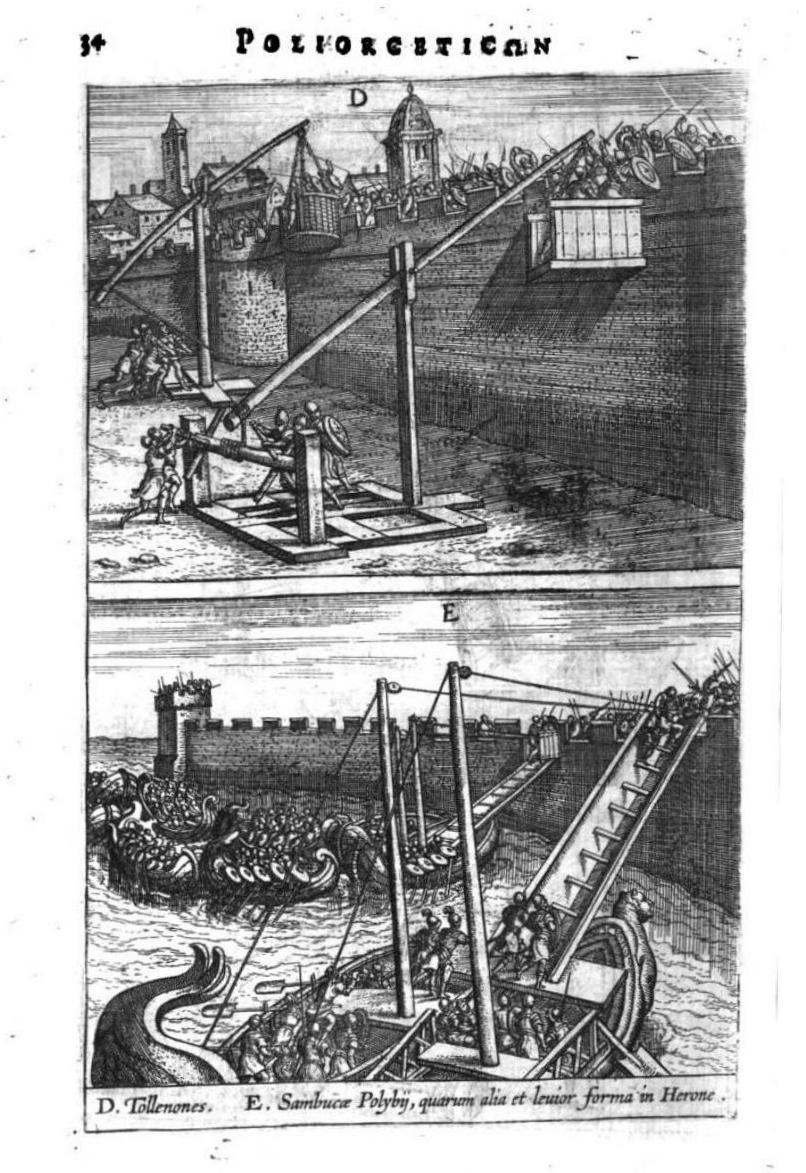
2 tonnelons (boven).

De tonnelon was een middeleeuwse belegeringsmachine waarmee soldaten op een vestingmuur konden worden gezet.

## Beschrijving
De machine bestaat uit een vaste en een beweegbare mast, die boven een verrijdbare gepantserde onderbouw uitsteken. Boven op de masten zijn tonachtige platforms geplaatst. Het platform op de vaste mast is onbeweeglijk bevestigd, het platform aan de beweegbare mast is draaibaar zodat de platformbodem bij het bewegen van de mast horizontaal blijft. De beweegbare mast heeft onderaan een draaipunt en kan door middel van een touw dat van de beweegbare mast via een katrol aan de vaste mast naar een windas of contragewicht loopt naar voren worden gedraaid, om soldaten naar een vesting- of stadsmuur over te zetten.
Beide platforms hebben een borstwering om de soldaten enigszins te beschermen tegen vijandige afstandswapens. Op het vaste platform verzorgen boogschutters dekkingsvuur om de soldaten in het beweegbare platform te beschermen.
Een minder voorkomende variant op bovenstaand model is een tonnelon met een enkele mast, die wel wat weg heeft van een moderne hoogwerker. De machine heeft net als een trebuchet een lange arm met aan de korte kant het contragewicht en aan de lange kant het platform in plaats van een slinger. De boogschutters op het platform hielden bij deze variant de verdedigers op de muur op afstand, terwijl de soldaten via de aan de arm bevestigde stormladder naar boven klommen.

## Etymologie
De tonnelon is genoemd naar tonneau, het Franse woord voor ton of vat. Voor de platforms werden namelijk vaak grote wijnvaten gebruikt.

Tonnelons in het historisch themapark Puy du Fou.
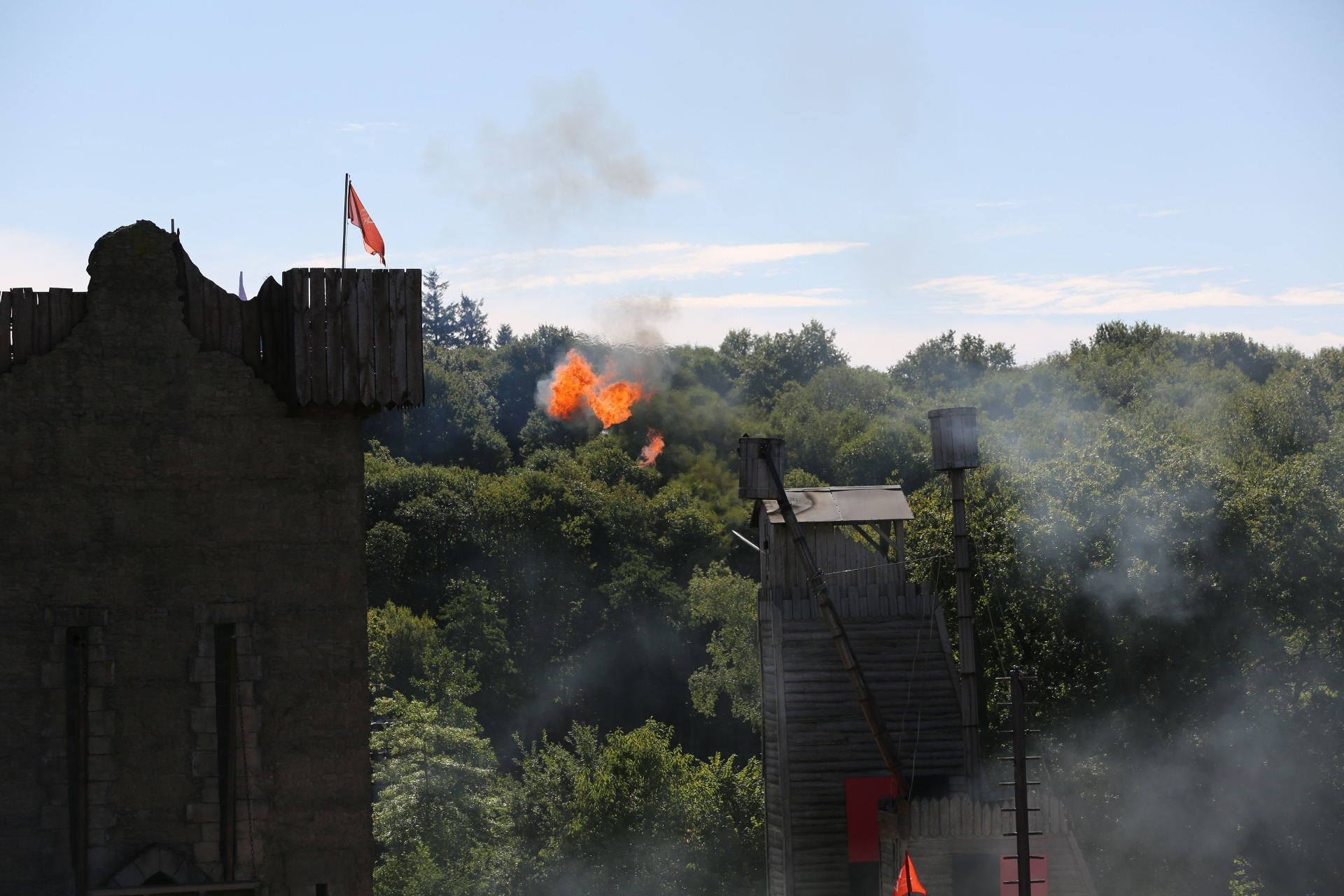
Tweearmige tonnelon
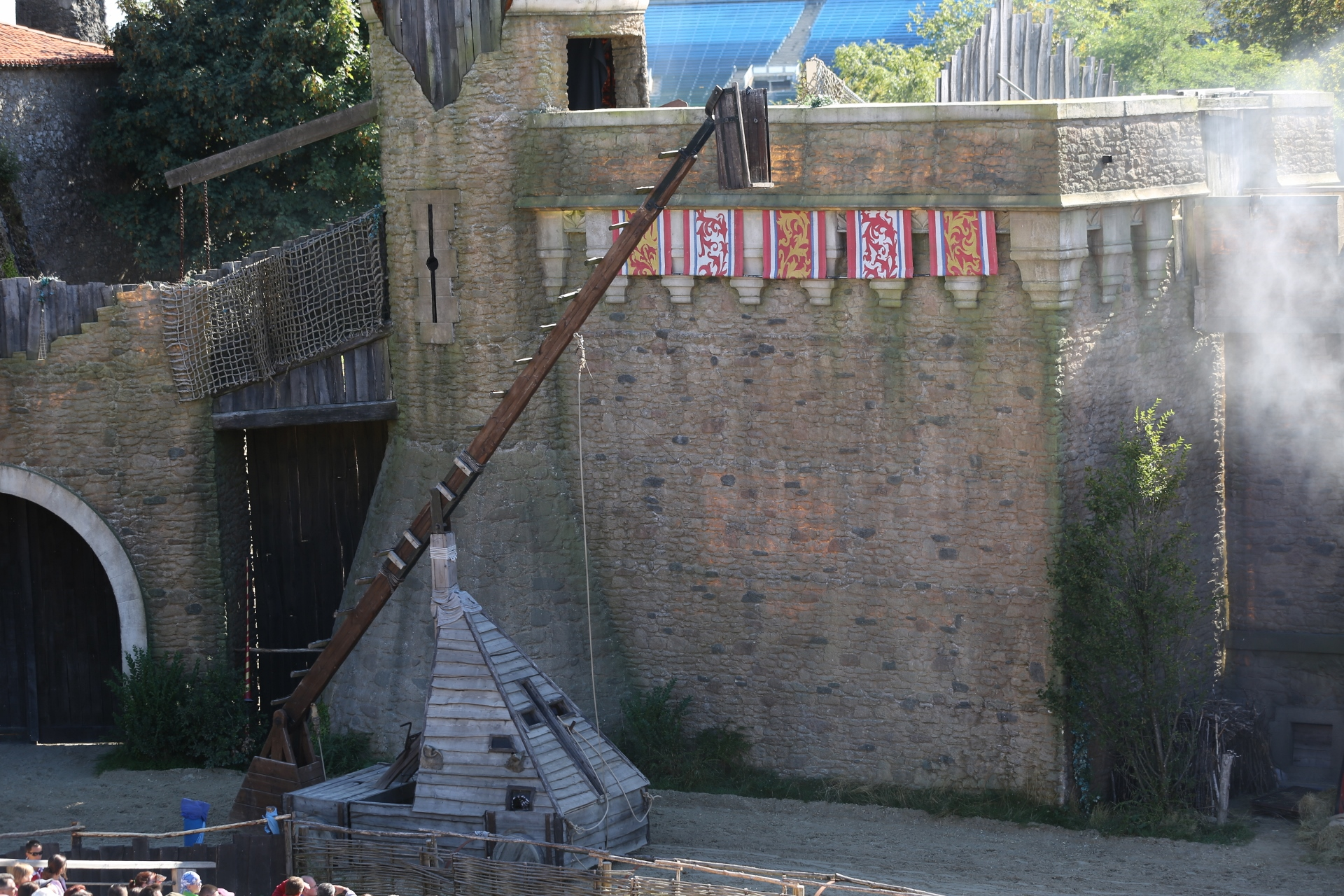
Eenarmige tonnelon